# Ariel Motor Company
Ariel Motor Company – brytyjski producent samochodów założony w roku 1991. Siedziba jest zlokalizowana w Crewkerne, w hrabstwie Somerset.
Jest jednym z najmniejszym producentów samochodów w Anglii. Zatrudnia tylko 7 pracowników i produkuje mniej niż 100 samochodów w ciągu roku.
Jedynym obecnie produkowanym modelem jest Ariel Atom.